# Kanton Vic-sur-Aisne
Vic-sur-Aisne is een kanton van het Franse departement Aisne. Het kanton maakt deel uit van de arrondissementen Soissons (24) en Laon (26).

## Gemeenten
Het kanton Vic-sur-Aisne omvatte tot 2014 de volgende 25 gemeenten:
- Ambleny
- Bagneux
- Berny-Rivière
- Bieuxy
- Cœuvres-et-Valsery
- Cuisy-en-Almont
- Cutry
- Dommiers
- Épagny
- Fontenoy
- Laversine
- Montigny-Lengrain
- Morsain
- Mortefontaine
- Nouvron-Vingré
- Osly-Courtil
- Pernant
- Ressons-le-Long
- Saconin-et-Breuil
- Saint-Bandry
- Saint-Christophe-à-Berry
- Saint-Pierre-Aigle
- Tartiers
- Vézaponin
- Vic-sur-Aisne (hoofdplaats)

Door de herindeling van de kantons beslist bij decreet van 21 februari 2014, met uitwerking op 22 maart 2015, werden dit volgende 50 gemeenten : 
- Ambleny
- Audignicourt
- Barisis-aux-Bois
- Berny-Rivière
- Besmé
- Bichancourt
- Bieuxy
- Blérancourt
- Bourguignon-sous-Coucy
- Camelin
- Champs
- Coucy-la-Ville
- Coucy-le-Château-Auffrique
- Cœuvres-et-Valsery
- Crécy-au-Mont
- Cutry
- Dommiers
- Épagny
- Folembray
- Fontenoy
- Fresnes-sous-Coucy
- Guny
- Jumencourt
- Landricourt
- Laversine
- Leuilly-sous-Coucy
- Manicamp
- Montigny-Lengrain
- Morsain
- Mortefontaine
- Nouvron-Vingré
- Pernant
- Pont-Saint-Mard
- Quierzy
- Quincy-Basse
- Ressons-le-Long
- Saconin-et-Breuil
- Saint-Aubin
- Saint-Bandry
- Saint-Christophe-à-Berry
- Saint-Paul-aux-Bois
- Saint-Pierre-Aigle
- Selens
- Septvaux
- Tartiers
- Trosly-Loire
- Vassens
- Verneuil-sous-Coucy
- Vézaponin
- Vic-sur-Aisne